# Justicia penal: un asunto de familia
Criminal Justice: A Family Matter es una serie de televisión de drama legal en idioma hindi dirigida por Rohan Sippy y producida por Sameer Nair. Protagonizada por Pankaj Tripathi, Mohammed Zeeshan Ayyub, Surveen Chawla, Khushboo Atre y Asha Negi en papeles destacados.

## Sinopsis
El experimentado abogado Madhav Mishra representa a Raj Nagpal, quien fue hallado sosteniendo el cadáver de la enfermera Roshni Saluja tras la celebración del cumpleaños de su hija. A medida que la contienda legal se intensifica, empiezan a emerger verdades ocultas que indican que no todos son lo que aparentan.

## Elenco
- Pankaj Tripathi como el abogado Madhav Mishra
- Mohammed Zeeshan Ayyub como Raj Nagpal
- Surveen Chawla como Anju Nagpal, la esposa de Raj
- Asha Negi como Roshni Saluja, enfermera
- Khushboo Atre como Ratna Mishra, la esposa de Madhav
- Mita Vashisht como Mandira Mathur, abogada corporativa
- Shweta Basu Prasad como Lekha Agastya, fiscal
- Khushi Bharadwaj como Ira
- Barkha Singh como Shivani Mathur
- Kalyanee Mulay como API Gauri Karmarkar
- Pankaj Saraswat como DCP Raghu Salian
- Rajesh Khera como Solkar, el mayor de Lekha
- Ajeet Singh Palawat como el inspector senior Harsh Pradhan; El exmarido de Gauri
- Raaj Gopal Iyer como el agente Namdeo Jadhav
- Aatm Prakash Mishra como Deepu, asistente de Madhav
- Garrvil Mohan como Shaurya
- Avirat Parekh como presentador de noticias de televisión

## Episodios
| N.º | Título                        | Dirigido por | Fecha de lanzamiento original |
| --- | ----------------------------- | ------------ | ----------------------------- |
| 1   | "Un cumpleaños para recordar" | Rohan Sippy  | 29 de mayo de 2025            |
| 2   | "Secretos enterrados"         | Rohan Sippy  | 29 de mayo de 2025            |
| 3   | "Compensación"                | Rohan Sippy  | 29 de mayo de 2025            |
| 4   | "Efecto dominó"               | Rohan Sippy  | 5 de junio de 2025            |
| 5   | "Encapsulación"               | Rohan Sippy  | 9 de junio de 2025            |

## Producción
El 17 de mayo de 2024, JioHotstar anunció oficialmente su cuarta temporada.

## Lanzamiento
El 29 de abril de 2025, JioHotstar lanzó el avance y anunció la fecha de lanzamiento. La serie se transmitirá en JioHotstar el 29 de mayo de 2025.

## Recepción
Criminal Justice: A Family Matter recibió una mezcla de críticas positivas de los críticos y del público. Las actuaciones, especialmente las de Pankaj Tripathi, fueron ampliamente elogiadas, aunque el formato de lanzamiento del episodio recibió críticas de algunos fanáticos.

### Respuesta crítica
El Times of India señaló que el regreso de Pankaj Tripathi como Madhav Mishra fue "entretenido e impactante", destacando el apasionante drama judicial y la sólida narrativa del programa.
Filmibeat describió la serie como una continuación de una de las franquicias más queridas de Disney+ Hotstar. Elogió el tráiler y calificó el nuevo capítulo como "intrigante y lleno de drama".
BollywoodLife valoró la complejidad emocional y legal del programa, y elogió particularmente al personaje de Madhav Mishra por ser ingenioso y moralmente sensato.
BollywoodTime.in, un portal de entretenimiento en expansión, calificó la serie como un "drama legal retorcido" con "interpretaciones sólidas y una trama compleja". La reseña también mencionó la decepción de los espectadores por el lanzamiento limitado de episodios.

### Reacciones de la audiencia
Los fanáticos elogiaron el programa en las redes sociales, destacando especialmente la actuación de Tripathi y el elemento misterioso de la trama. Sin embargo, muchos no estuvieron contentos con el lanzamiento escalonado de los episodios y afirmaron que los que vieron los episodios compulsivamente se sintieron excluidos.